# Otto Liebert
Otto Liebert (geboren 1854; gestorben 1940) war ein deutscher Fotograf mit Sitz in Holzminden und Verleger fortlaufend nummerierter Ansichtskarten.

## Leben und Werk
Liebert wirkte bereits in der zweiten Hälfte des 19. Jahrhunderts als Fotograf auch außerhalb Holzmindens. So erschien 1896 eines seiner Lichtbilder als Illustration zu einer Beilage der Zeitschrift Die Gartenlaube unter dem Titel „Joachim Heinrich Campes Geburtshaus“ mit der Bilduntertitelung „J. H. Campes Geburtshaus im Camphof zu Deensen.“

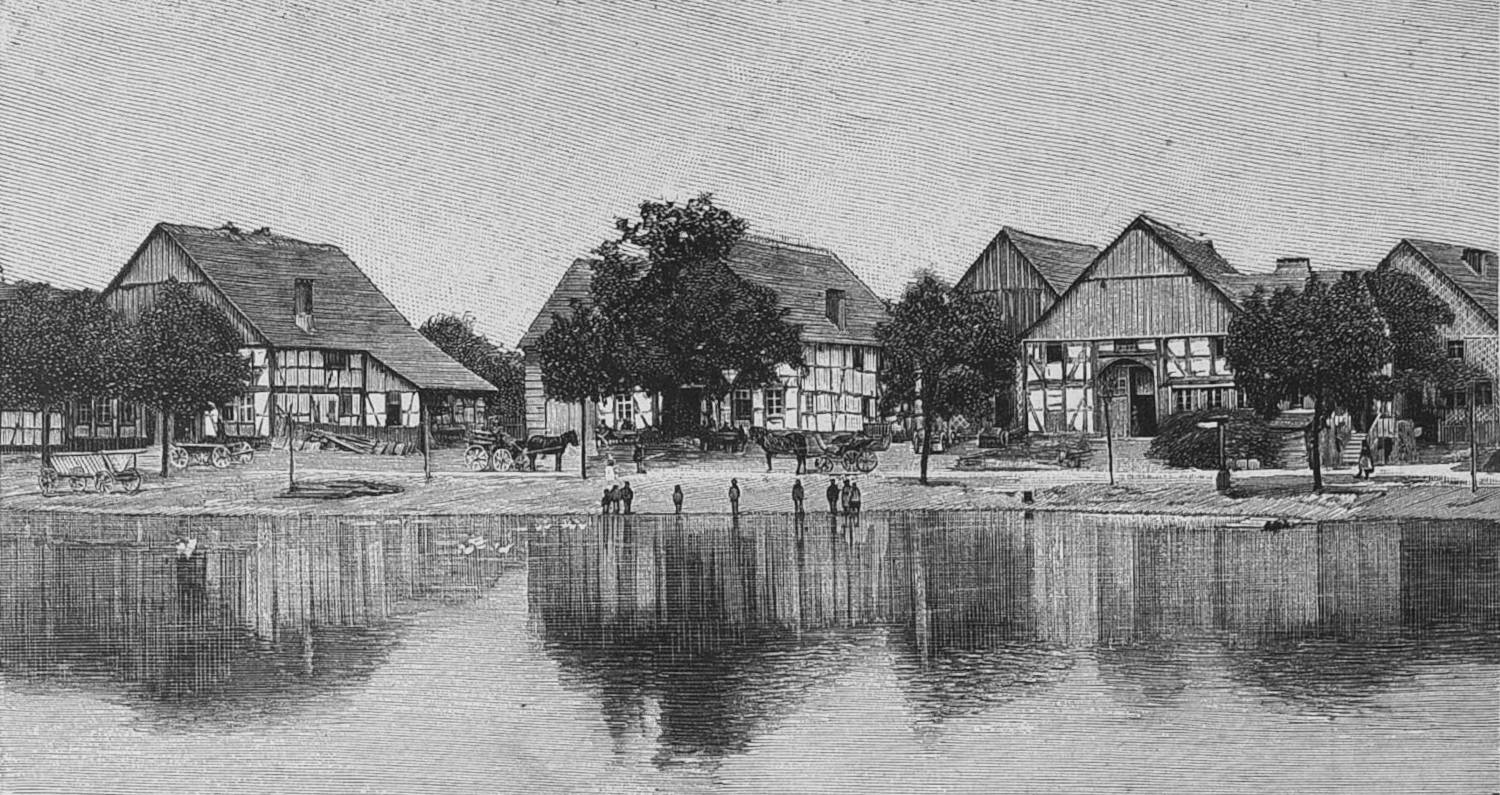
„J. H. Campes Geburtshaus im Camphof zu Deensen. Nach einer Photographie von Otto Liebert in Holzminden“;
in der Beilage zur Gartenlaube, No. 25. von 1896

Liebert lichtete zu Lebzeiten des Schriftstellers Wilhelm Raabe zahlreiche Orte im Weserbergland ab, die Raabe, der in seiner Kindheit in Holzminden und Stadtoldendorf gelebt hatte, erlebt und literarisch be- und zum Teil überhöht umschrieben hat. So dienten Lieberts Bilder neben denen des Fotografen und Verlegers Jörg Mitzkat beispielsweise zur Illustrierung des 2012 von dem Museumsleiter Thomas Krueger herausgegebenen Bild- und Medienbandes Wilhelm Raabe im Weserbergland. Eine literarische und fotografische Spurensuche.
Als „fotohistorischer Schatz“ gilt das sogenannte Koken-Album, das Liebert dem Holzmindener Kreisdirektor Hermann Koken 1896 zu dessen Abschied überreichte. Liebert hatte „dafür sämtliche Orte des damaligen Kreises Holzminden im Herzogtum Braunschweig“ abgelichtet, wodurch er eine in seiner „Geschlossenheit fotohistorisch einmalige Sammlung von Dorfansichten aus einer Region“ hinterließ. Eine vergleichende Gegenüberstellung historischer Lichtbilder Lieberts mit aktuellen Aufnahmen von Jörg Mitzkat wurde 2021 in einer Ausstellung in der Kulturmühle Buchhagen gezeigt und fand ihren Niederschlag in dem Buch Zeitreise in den braunschweigischen Weserdistrikt. Die Dörfer und Städte des Kreises Holzminden im Jahre 1896 und heute.

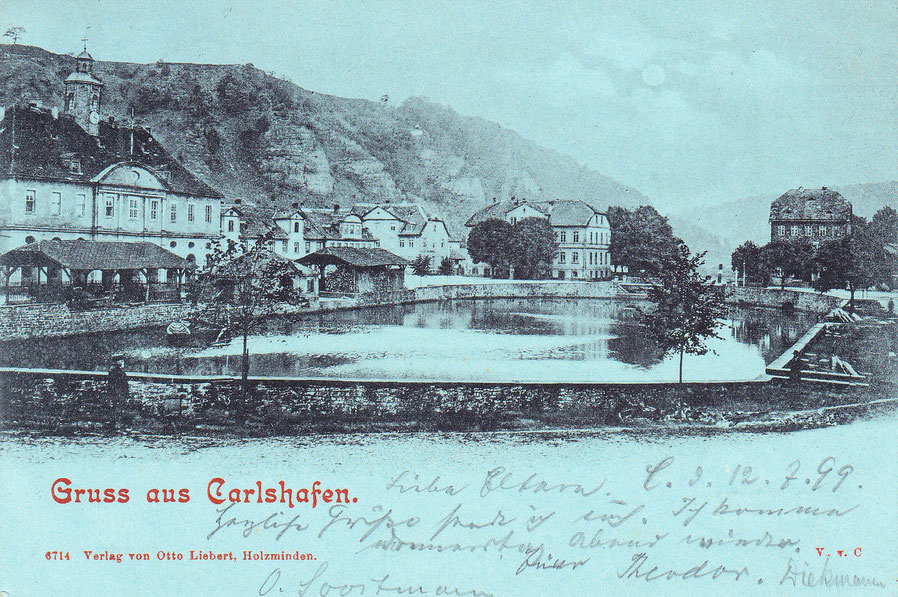
1899 datierter „Gruss aus Carlshafen“
Ansichtskarte Nr. 6714 im Stil einer Mondscheinkarte aus Lieberts Verlag

Ebenfalls gegen Ende des 19. Jahrhunderts trat Otto Liebert als Verleger fortlaufend nummerierter Ansichtskarten hervor. Eine im Stil einer Mondscheinkarte mit einem „Gruss aus Carlshafen“ erhaltene Karte mit der vierstelligen Nummer 6714 wurde Weihnachten 1899 handschriftlich auf der Bildseite datiert und zeigt einen Blick über den Hafen der Stadt an der Weser.